# Henrique Galvão
Henrique Carlos da Mata Galvão ou Henrique Carlos Malta Galvão

GOC • GCL (Barreiro, Barreiro, 4 de fevereiro de 1895 – São Paulo, 25 de junho de 1970) foi um oficial do exército, inspetor da administração colonial portuguesa, escritor português e opositor ao Estado Novo.
Ficou mundialmente famoso, em 1961, por ter organizado e comandado o assalto ao paquete Santa Maria, numa tentativa de provocar uma crise política contra o regime de Salazar.
Era irmão de Madalena Patacho, conhecida pelos seus programas infantis na rádio.

## Biografia
Nasceu a 4 de fevereiro e foi batizado a 10 de junho de 1895 na freguesia do Barreiro, concelho do Barreiro, como filho de Celestino Alberto Salgueiro Galvão, ferroviário dos Caminhos de Ferro do Sul, natural de Palmela, e de Maria Vitória de Brito Malta, natural de Montemor-o-Novo.
A 5 de junho de 1919, casou civilmente em Lisboa com Maria de Lurdes Lucena Rosa, então de 19 anos, doméstica, natural de Lisboa (freguesia de Santos-o-Velho), filha de Manuel Augusto Gomes Rosa e de Mariana Lucena, naturais de Lisboa (freguesia de São Paulo).

### Apoiante da ditadura
Henrique Galvão desde cedo seguiu a carreira militar. Foi um dos apoiantes de Sidónio Pais. Foi administrador do concelho de Montemor-o-Novo. Participou na revolução de 28 de maio de 1926 e foi um fervoroso apoiante do Estado Novo até se desiludir com o regime salazarista.
Foi Comissário-Geral da Exposição Colonial Portuguesa, realizada no Porto, em 1934. Nesse mesmo ano foi nomeado como primeiro director da Emissora Nacional e, a 1 de agosto, agraciado com o grau de Grande-Oficial da Ordem Militar de Cristo. Mais tarde, esteve em África, onde organizou acções de propaganda. Foi governador de Huíla. Angola inspirou-lhe a veia literária, tendo escrito uma série de livros brilhantes sobre a vida nas colónias africanas, a sua antropologia e zoologia. Também sobressaiu como diretor da revista Portugal Colonial  (1931-1937) e artigos que escreveu em outros periódicos nomeadamente no órgão oficial do Integralismo lusitano a Nação Portuguesa.
Galvão foi eleito deputado à Assembleia Nacional por Moçambique, em 1945. 

### O corte com a ditadura
Teve a oportunidade de verificar as condições desumanas em que os nativos das colónias, sujeitos ao Estatuto do Indigenato, se encontravam, sendo obrigados a trabalhos forçados, não remunerados. A sua "Exposição do Deputado Henrique Galvão à comissão de Colónias da Assembleia Nacional" foi apresentada em 22 de Janeiro de 1947, e veio a ser a principal razão para o seu rompimento com o Estado Novo. Galvão sustentava que "o trabalho forçado ou "contratado" era a norma, as condições de vida miseráveis, a corrupção entre as autoridades generalizada", chegando mesmo a dizer que os escravos eram melhor tratados que os trabalhadores forçados, já que aos primeiros, sendo sua propriedade, o dono se esforçava por manter vivos e com saúde, enquanto que os segundos, se morriam de fome ou exaustão, eram substituídos por mais trabalhadores "recrutados" pelo Estado."
Como protesto pelo facto de o regime ter ignorado as reivindicações que pretendia para melhorar as condições de vida dos nativos das colónias, passou para a Oposição Democrática. No início da década de 50, começou a conspirar com outros militares, mas acabou por ser descoberto, preso e expulso do exército. Apoiou a candidatura presidencial do general Humberto Delgado em 1958, cuja ideia Galvão disse ter sido sua. Em 1959, encontrando-se detido no Hospital de Santa Maria e vigiado de dia e de noite por um agente da PIDE, conseguiu fugir e refugiar-se na embaixada da Argentina, de onde partiu para o exílio no Brasil e depois na Venezuela. Henrique Galvão era, com Humberto Delgado, a principal figura dos meios oposicionistas não afectos ao Partido Comunista Português. Para o Partido Comunista, Portugal ainda não estava pronto para a revolução, enquanto Galvão achava que não havia tempo a perder. Foi durante o exílio que começou a preparar aquela que seria a sua acção mais espectacular: o sequestro do paquete português Santa Maria, cheio de passageiros, a que deu o nome de "Operação Dulcineia". Coordenou esta acção com Humberto Delgado, que se encontrava exilado no Brasil.

### O Caso do "Santa Maria"
O navio escolhido foi o paquete "Santa Maria", que tinha largado em 9 de janeiro de 1961 para uma viagem regular até Miami. Galvão embarcou clandestinamente no navio, em Curaçao, Antilhas Holandesas. A bordo já se encontravam os 20 elementos da Direcção Revolucionária Ibérica de Libertação, grupo que assumiria a responsabilidade pelo assalto. O navio levava cerca de 612 passageiros, muitos norte-americanos, e 350 tripulantes. A operação começou na madrugada de 22 de janeiro, com a ocupação da ponte de comando. Um dos oficiais de bordo, o 3º piloto João José Nascimento Costa, ofereceu resistência e foi morto a tiro pelo comando espanhol, e outras duas pessoas foram feridas com gravidade; os restantes renderam-se. O paquete mudou de rumo e partiu em direcção a África. Henrique Galvão queria dirigir-se à ilha espanhola de Fernando Pó, no golfo da Guiné, e a partir daí atacar Luanda, que seria o ponto de partida para o derrube dos governos de Lisboa e Madrid. Um plano megalómano e quixotesco, condenado ao fracasso, mas que chamaria as atenções internacionais para a ditadura salazarista.
As coisas começaram a complicar-se quando o navio foi avistado por um cargueiro dinamarquês, que avisou a guarda costeira americana. Daí até à chegada dos navios de guerra foi um ápice. Vendo que tudo estava perdido, Henrique Galvão decidiu rumar ao Recife e render-se às autoridades brasileiras, pedindo asilo político, que foi aceite.

### Falecimento e condecorações
Henrique Galvão morreu em São Paulo, em 25 de junho de 1970, com a doença de Alzheimer.
A 7 de novembro de 1991 foi agraciado a título póstumo com a grã-cruz da Ordem da Liberdade.

## Obra escrita completa
- Huíla: Relatório de Govêrno, 1929
- Em terra de pretos (Crónicas d'Angola), 1929
- Nacionalização de Angola: conferência, 1929
- "La Presse Coloniale et le probleme du travail indigene", 1931
- "Revolução, peça em 3 actos, 1931
- História do nosso tempo: João de Almeida (sua obra e acção), 1931 (2.ª edição, 1934)
- O poeta Lopes Vieira em Africa e o seu Relatorio, Edição do autor, 1932
- "Informação Económica sôbre Angola", 1932
- "As feiras de amostras coloniais", 1932
- "As embalagens no comércio com as Colónias", 1932
- O vélo d'oiro: romance colonial (co-escrito com Eduardo Malta), ediç. Francisco Franco, 1932
- "Um critério de povoamento europeu nas Colónias", 1933
- "Galícia en el poblamiento de las colonias portuguesas", 1933
- "A função colonial, razão de ser da nacionalidade", 1934
- "Álbum comemorativo da Primeira Exposição Colonial Portuguesa", 1934
- No rumo do Império. Ilustrações de Carlos Carneiro. Porto, Litografia Nacional, 1933? 1934?
- Terras do Feitiço (contos africanos), 1934
- Da vida e da morte dos bichos: subsídios para o estudo da fauna de Angola e notas de caça. Com Teodósio Cabral e Abel Pratas. 5 vols., Lisboa, Livraria Popular de Francisco Franco, 1934

Vol. I - Elefantes e Rinocerontes
Vol. II - O Hipopótamo, A Girafa, O Crocodilo, Os Javalis
Vol. III - O Leão
Vol. IV - Búfalos, Gorila, Leopardos, Antílopes, etc.
Vol. V - Narrativas de Caça Grossa em África
- "Primeira Exposição Colonial Portuguesa", 1935
- "O povoamento europeu nas Colónias Portuguesas", 1935
- "Portugal Colonial" (6 vol.), 1931-37
- "Dembos" (2 vol.), 1935
- "O povoamento europeu nas colónias portuguesas, 1935 (2.ª edição, 1936)
- "Como se faz um homem, peça em 4 actos", 1935
- "O velo d'oiro. Fantasia colonial em 3 actos" (adaptação teatral do romance do autor pelo próprio e João da Silva Tavares), 1936
- O sol dos trópicos: (romance colonial), Henrique Galvão, 1936, 322 p.
- "Angola (Para uma nova política colonial)", 1.º volume, 1937
- "Fisionomia do passado, aspectos de presente. Da ocupação...", 1937
- "Ronda do Império", 1937
- O Império. Lisboa, Secretariado de Propaganda Nacional, 1938
- "Colonos, peça de 1 acto", 1939
- O Império na Literatura Portuguesa, 1939
- "Clima de guerra, ao microfone da Emissora Nacional", 1939
- "Álbum Comemorativo da Secção Colonial da E. M. P.", 1940
- "Portugal, 1940: álbum comemorativo fundação : festas de...". Com Eduardo Malta e Manuel Lapa, 1940
- "Zonas colonizáveis de Angola", 1940
- Ronda de África: Outras terras, outras gentes. Viagens em Moçambique. Com Fausto Sampaio, 2 vols., Porto, Jornal de Notícias, 1941 e 1942
- "Bissaya Barreto". Tradução do livro em Francês de Pierre Goemaere, 1942
- "A caça no império português". Com António Montês e José Arantes de Freitas Cruz, 1943-45
- Kurika: romance dos bichos do mato, 1944
- Impala: romance dos bichos do mato, 1946
- "Irreverência?: (Notas à margem da política e dos costumes), 1946
- Antropófagos. Porto, editado pelo Jornal de Notícias, 1947 (2.ª ed., Lisboa, Livraria Popular Francisco Franco, 1974)
- "101 clichés fotográficos de Alvão, Porto, fotógrafo...", 194?
- Vagô: romance dos bichos do mato (também chamadoO homem e o tigre: vagô), 1954
- Por Angola: quatro anos de actividade parlamentar. Edição do autor, cerca de 1949
- Comédia da Morte e da Vida: Uma peça em três actos, seguida de duas peças em um acto: «A Mulher e o Demónio» e «Um caso raro de loucura», Lisboa, Empresa Nacional de Publicidade, 1950
- Império ultramarino português: monografia do império. Com Carlos Selvagem, 4 vols., Lisboa, Empresa Nacional de Publicidade, 1950-1953)

Vol. I (1950): Introdução; Cabo Verde; Guiné
Vol. II (1951): Guiné (continuação); S. Tomé e Príncipe
Vol. III (1952): Angola
Vol. IV (1953): Moçambique; Índia; Macau; Timor.
- Pele. Lisboa, Sociedade Gráfica Nacional, 1956
- Grades serradas, 1959
- "Relatório de Henrique Galvão e Thomaz Ribeiro Colaço". Escrito com Tomás Ribeiro Colaço para o grupo de apoiantes de Humberto Delgado, 1959
- "Os últimos dias do fascismo português: Memórias dum...". Com Maria Archer, 1959
- Carta aberta ao dr. Salazar, Buenos Aires (distribuído também em Portugal), Edição da Comissão de Libertação Nacional, 1959 (2ª edição, Caracas, igualmente distribuído também em Portugal, Movimento Nacional Independente, 1960, 3ª edição Lisboa, Arcádia, 1975)
- A Minha Cruzada Pró-Portugal. Santa Maria, São Paulo, Livraria Martins, 1961 (2.ª edição sob o título O assalto ao Santa Maria, Lisboa, Delfos, 1974
- Depoimento torpedeado: Portugal, a ONU, o salazarismo e a situação na África Portuguesa. São Paulo, Frente Antitotalitária dos Portugueses Livres Exilados, 1962
- Da minha luta contra o salazarismo e o comunismo em Portugal, São Paulo, 1965 (2.ª ed., Lisboa, Arcádia, 1976)
- "A cultura da aveleira", 1968
- Diário de Peniche, Lisboa, Livraria Popular de Francisco Franco, 1974 ou 1975
- Crónica de horas vazias, Lisboa, Livraria Popular de Francisco Franco, 1975[12]